# Landau (voiture d'enfant)
Pour les articles homonymes, voir Landau.

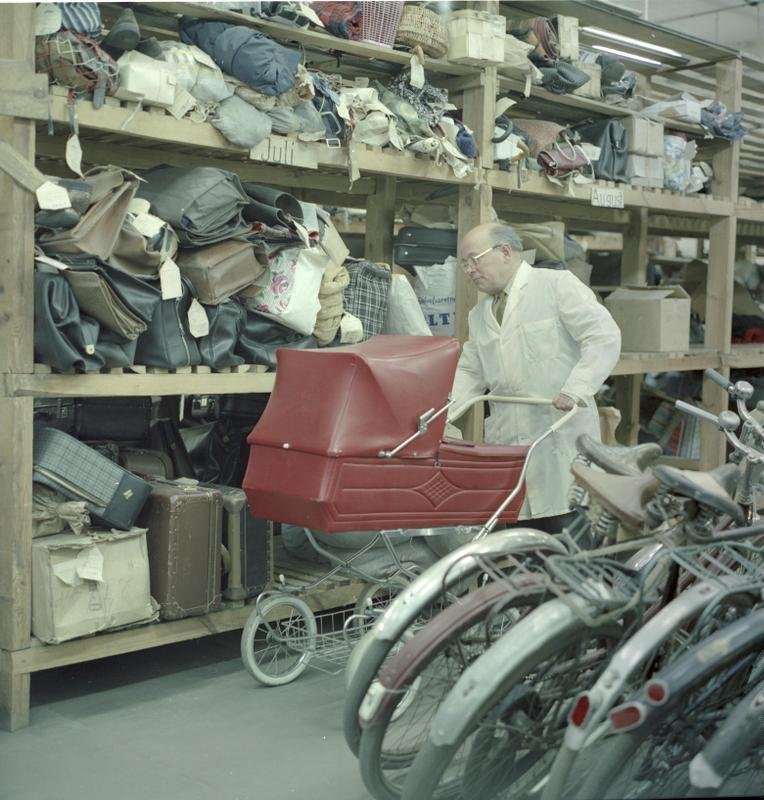
Un landau européen des années 1970 (bureau des objets trouvés de Berlin, 1973).

Le landau, appelé pousse-pousse en Suisse et au Canada, ou carrosse au Canada, est une poussette d'enfants inspirée de la voiture hippomobile du XIXe siècle, à quatre roues, à capote fermée pourvue de soufflets pliants, du même nom.
Il s'agit d'une poussette munie de quatre roues, d'un guidon, d'une caisse suspendue et d'une capote rabattable, dans laquelle le bébé est couché. On s'en sert rarement après l'âge d'un an.
Étymologie du nom : d’un type de voiture hippomobile fabriquée à Landau in der Pfalz, en Allemagne.

## Histoire
En 1938, la firme Terrot créa un modèle aérodynamique[réf. souhaitée].
Les landaus ont progressivement disparu durant les années 1970 pour faire place aux poussettes, pliables, plus maniables et plus sûres.

Landaus et poussettes de différents pays
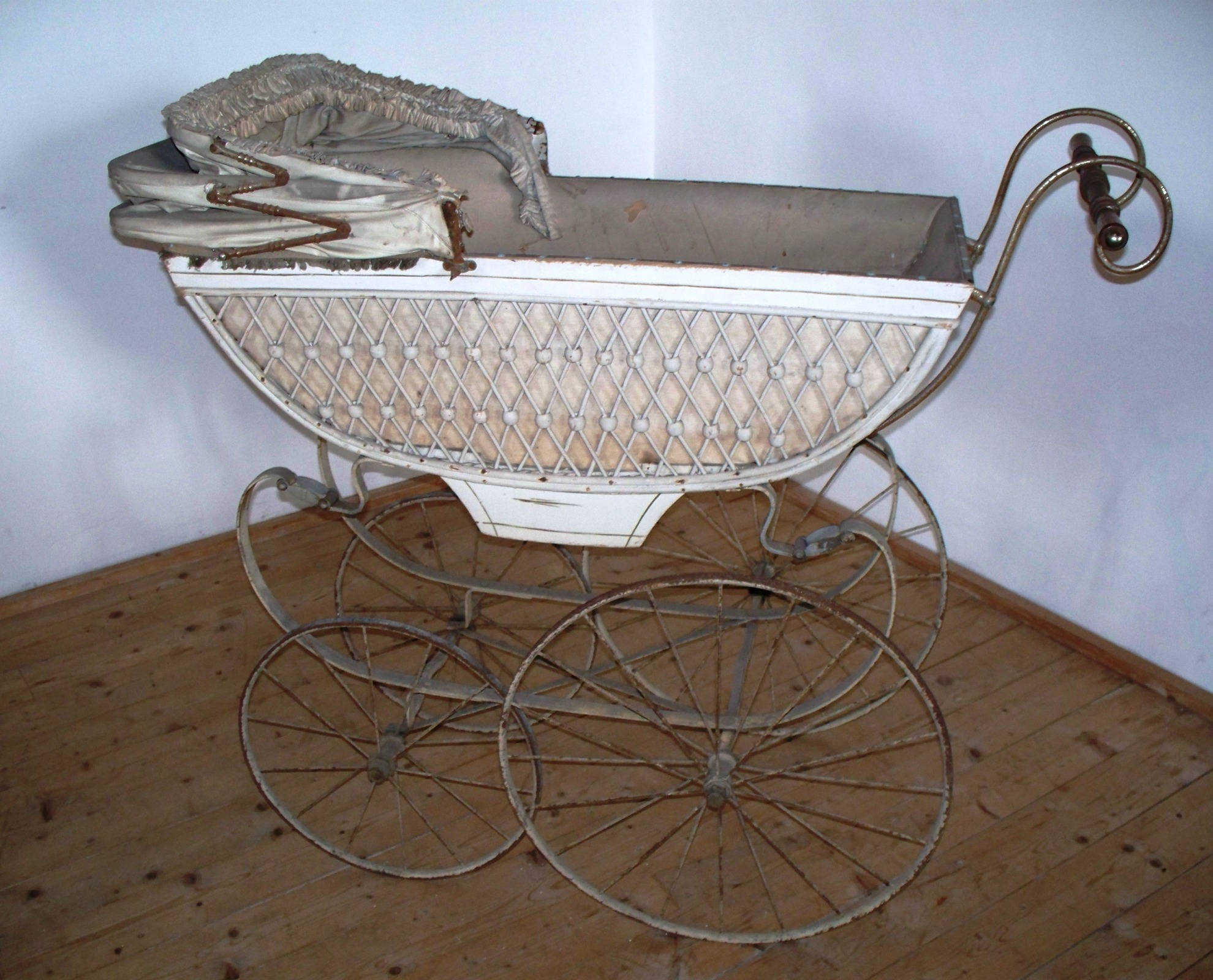
poussette historique allemande.
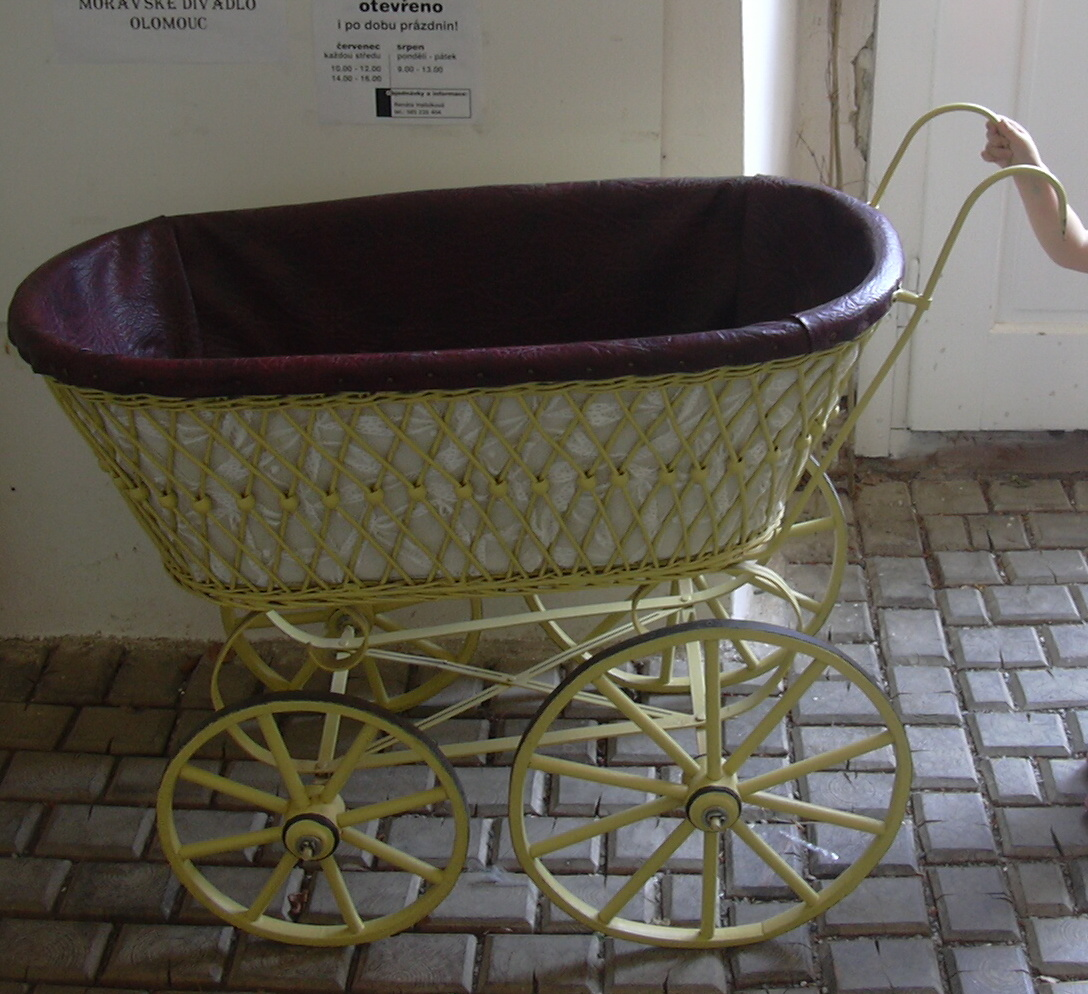
poussette historique république tchèque
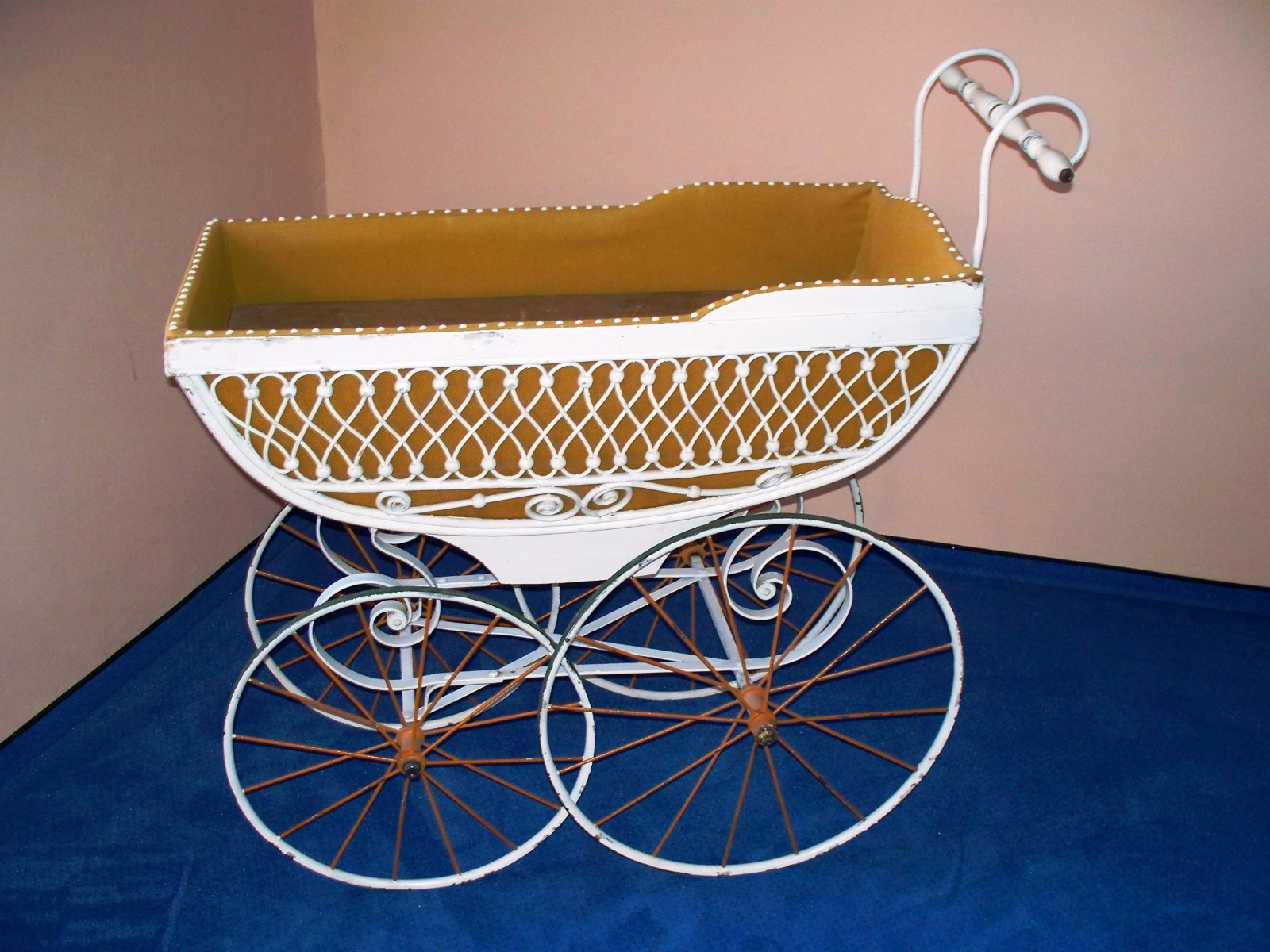
poussette historique Royaume-Uni.
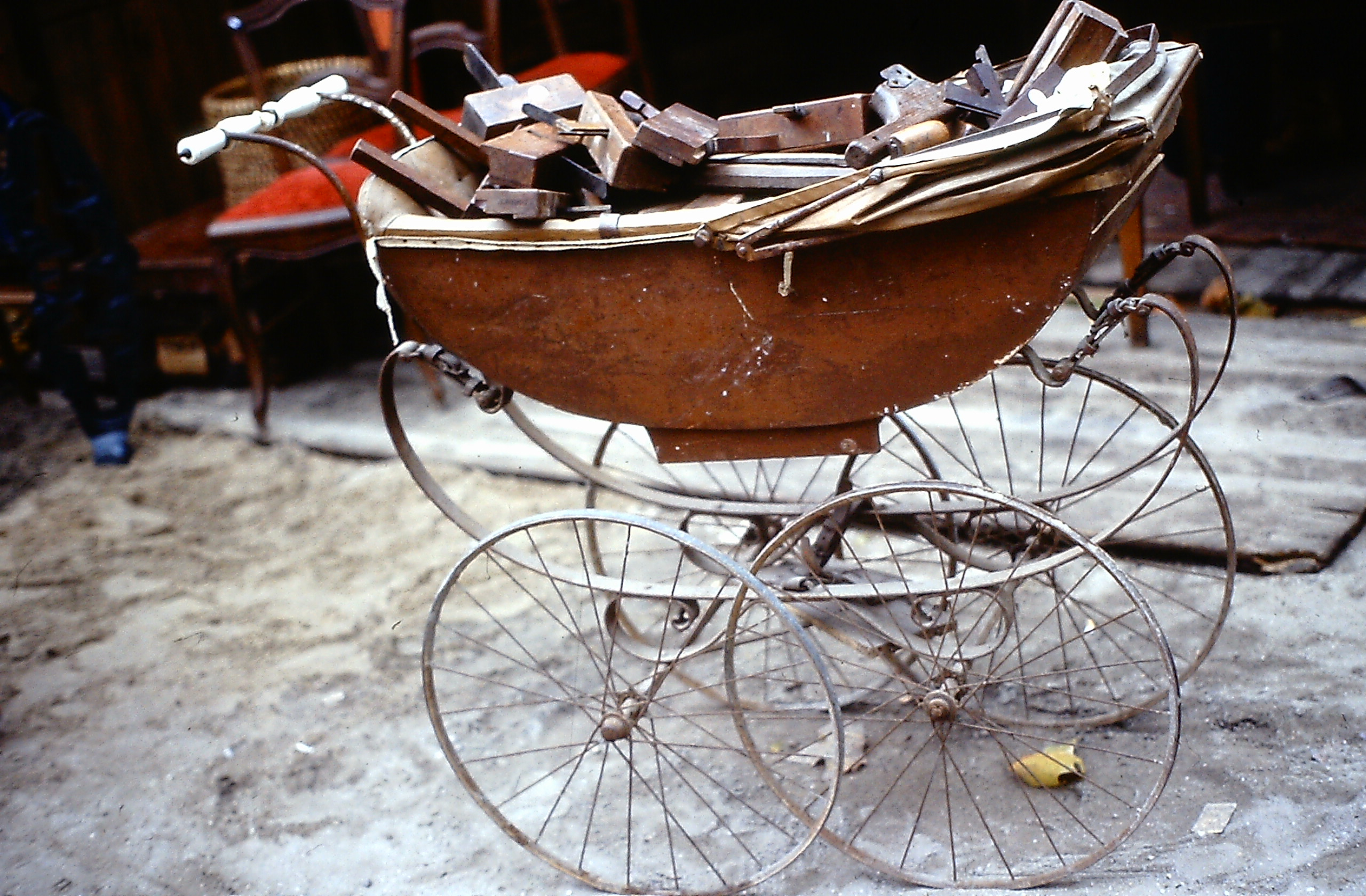
Landau dans un marché aux puces en 1977

## Filmographie

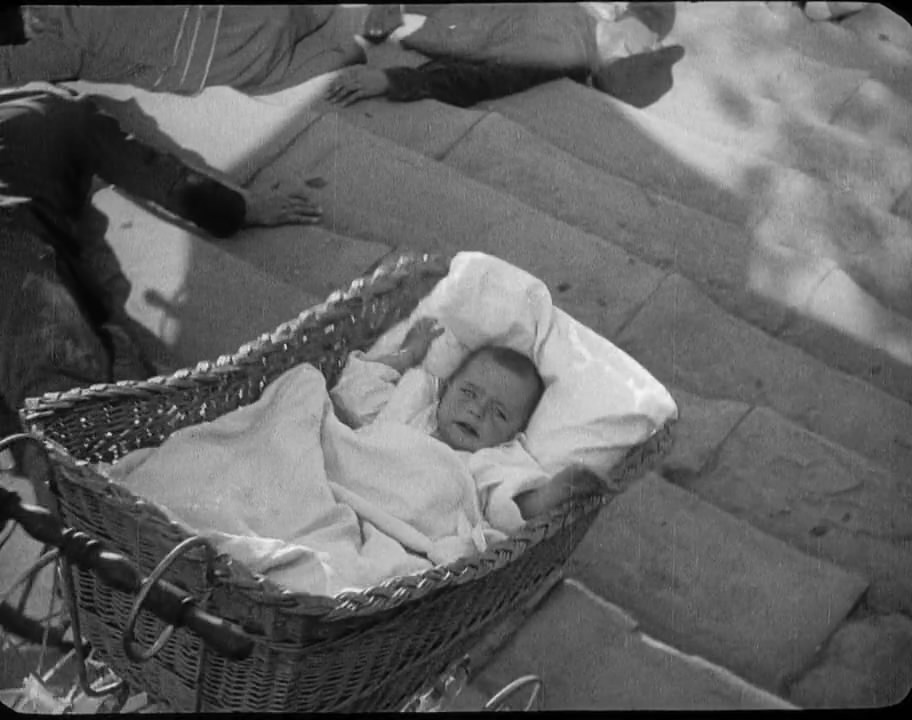
Un landau dans la célèbre scène de l’escalier monumental d’Odessa.

- Le Cuirassé Potemkine de Sergueï Eisenstein, scène où un landau dévale seul les marches de l'escalier d'Odessa. Scène reprise en clin-d'œil dans Les Incorruptibles.